# چرا ملت‌ها شکست می‌خورند
چرا ملت‌ها شکست می‌خورند: ریشه‌های قدرت، شکوفایی و فقر کتابی است نوشتهٔ اقتصاددانان آمریکایی-ترک، دارون عجم‌اوغلو استاد دانشگاه ام‌آی‌تی و جیمز رابینسون استاد دانشگاهِ هاروارد، که در مارس ۲۰۱۲ چاپ شده است. این کتاب سعی می‌کند پایه‌ای‌ترین سؤال اقتصاد و سیاست جهانی را جواب بدهد که چرا بعضی کشورها، مانند نروژ، در حال شکوفایی هستند ولی بعضی کشورها، مانند مالی، در حال سقوط.
این کتاب برای خواننده غیرمتخصّص نوشته‌ شده‌ است و یکی از پروفروش‌ترین کتاب‌های قرن می‌باشد.
نویسندگان کتاب عواملی مثل جغرافیا، آب‌وهوا، منابع طبیعی و فرهنگ را به عنوان عواملی که ملت‌ها را به فقیر و غنی تقسیم کنند، رد می‌کنند. در عوض آن‌ها نهادهای سیاسی و اقتصادی که برآمده از خود ملت‌ها هستند را عامل پیشرفت اقتصادی می‌داند. این کتاب حکومت‌ها را به دو دسته تقسیم می‌کند: مشارکتی (به انگلیسی: Inclusive) و انحصاری (به انگلیسی: Exclusive). در حکومت‌های مشارکتی نهادهای اقتصادی و سیاسی به‌جای این‌که مشارکت در امور اقتصادی را محدود به عده‌ای معدود از خواص و سازمان‌های دولتی نمایند، باعث تشویق و ترغیب اکثریت مردم برای مشارکت در امور اقتصادی می‌شوند. این امر مستلزم وجود قانون و ضوابط قوی در رابطه با حق مالکیت خصوصی، حاکمیت بیطرفانه قانون، خدمات همگانی با امکان تبادل و قراردادهای عادلانه، امکان ورود شرکت‌های جدید به بازار و دولتی که خواهان ودارای قابلیت اجرای این شرایط و پیش نیازها باشد است.
در نقطه مقابل نهادهای مشارکتی، نهادهای اقتصادی انحصاری با به‌کار گرفتن امکانات و منابع اکثریت در خدمت منافع گروهی محدود و انگشت‌شمار قرار دارند. آن‌ها نه مدافع حق مالکیت می‌باشند و نه باعث ایجاد انگیزه برای فعالیت‌های اقتصادی می‌شوند. در این حکومت‌ها شروع یک کسب و کار جدید غیرممکن است، چراکه بازار به‌صورت انحصاری در دست دولت یا نور چشمی‌ها خواهد بود.
این کتاب با ترجمهٔ محسن میردامادی و محمدحسین نعیمی‌پور و ویراستاری علی‌رضا بهشتی شیرازی در نشر روزنه و با ترجمهٔ مراد فرهادپور در نشر دنیای اقتصاد منتشر و در نمایشگاه کتاب تهران سال ۱۳۹۳ عرضه شد. این کتاب جزو کتاب‌هایی بود که نهایتاً از نمایشگاه کتاب جمع‌آوری شد.

## نقد کتاب
با اینکه نشریات واشینگتن‌پست، گاردین، و نیویورک‌تایمز برای این کتاب نقد مثبت نوشته‌اند، عده‌ای انتقادات زیر را وارد دانسته‌اند:
- کتاب از شواهد دقیق و آماری برای اثبات فرضیه خود استفاده نمی‌کند.[۶]
- نگاهی تک‌بعدی به موضوع تفاوت فقر و غنا در کشورها از طریق تقلیل دلایل شکاف کشورها به سلطه نهادهای هم افزا، فراگیر یا مشارکتی در کشورهای غنی و سلطه نهادهای استثماری، بهره کش یا انحصاری در کشورهای فقیر.[۷]

## آثار مرتبط
- ثروت ملل نوشته آدام اسمیت
- اسلحه، میکروب و فولاد نوشته جارد دایموند
- بهره هوشی و ثروت ملت‌ها نوشته ریچارد لین و تاتو ون‌هانن
- سیستم جهانی مدرن، مجلدات ۱–۴ نوشته امانوئل والرشتاین